# 松代大本営跡

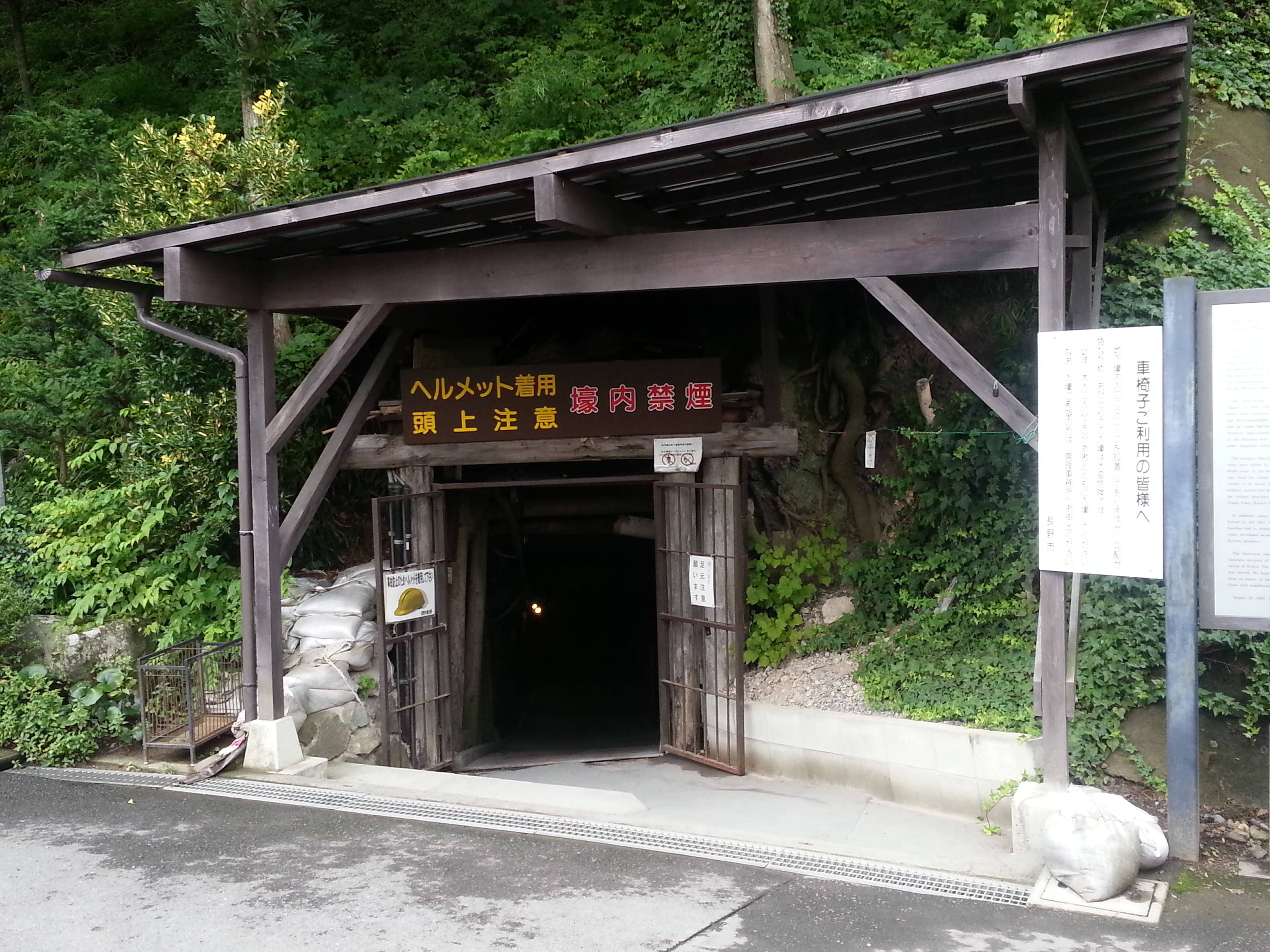
象山地下壕入口

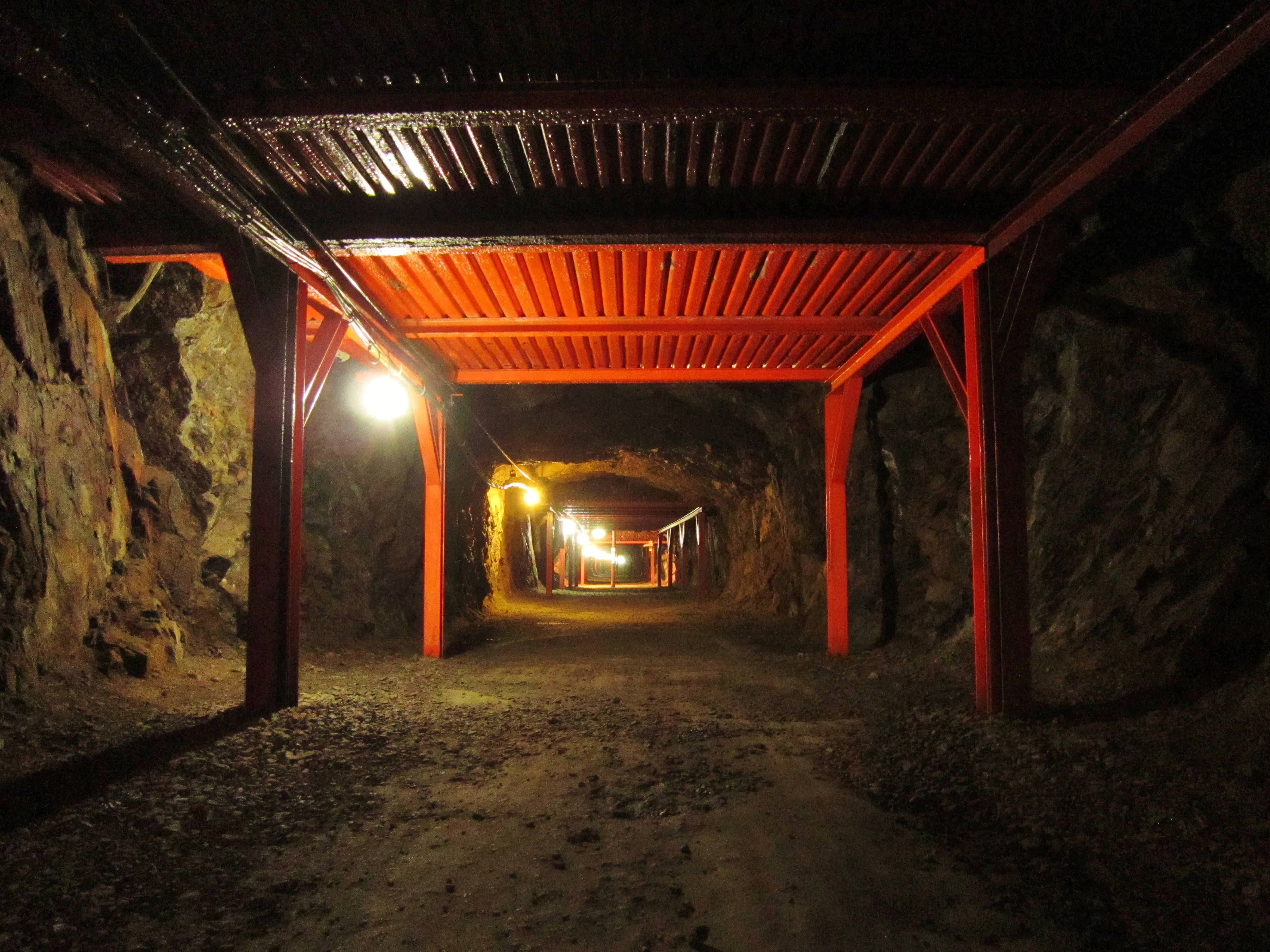
象山地下壕内部

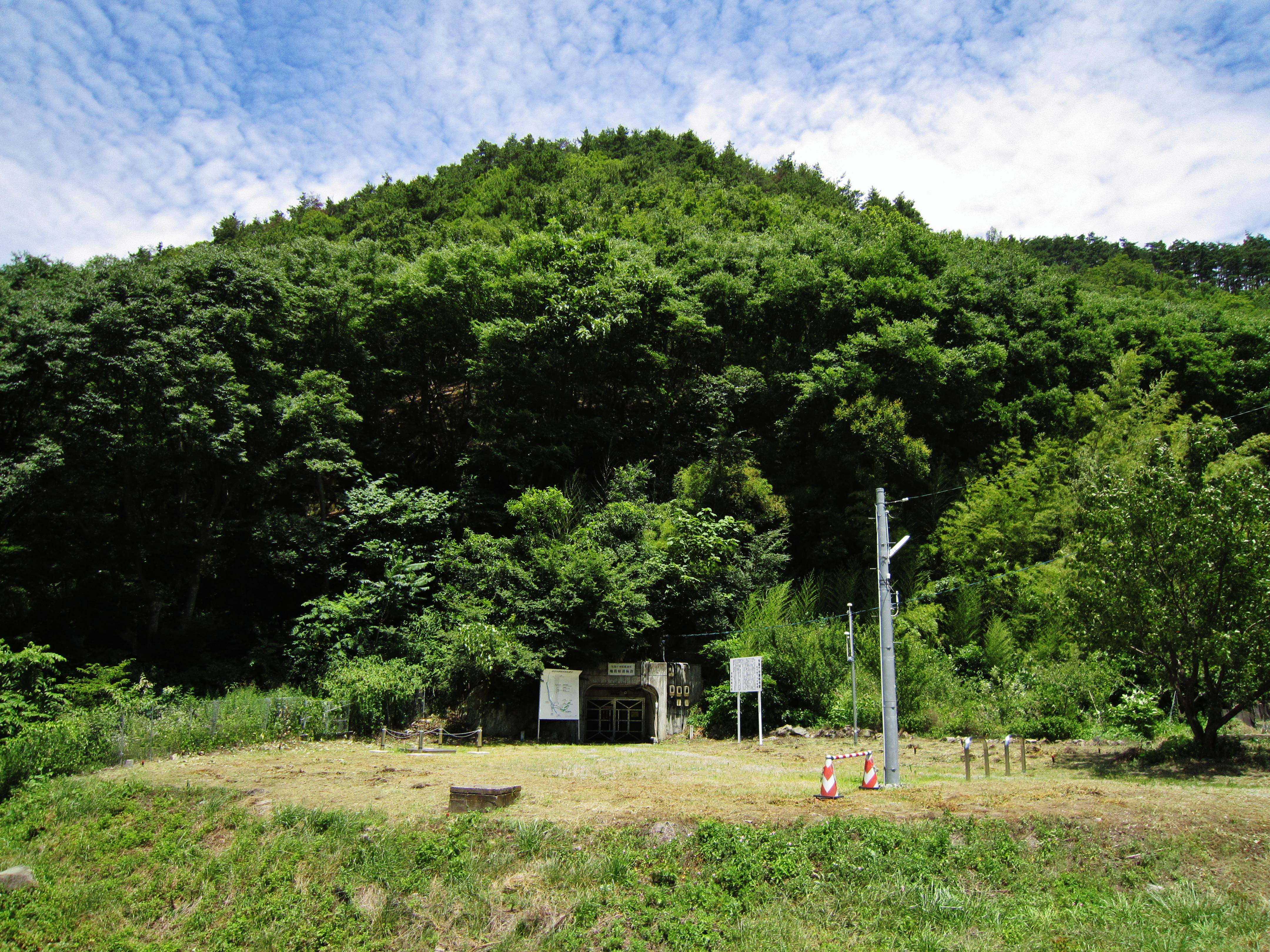
舞鶴山地下壕入口

松代大本営跡（まつしろだいほんえいあと）は、太平洋戦争末期、日本の政府中枢機能移転のために長野県埴科郡松代町（現長野市松代地区）などの山中（象山、舞鶴山、皆神山の3箇所）に掘られた地下坑道跡である。
このうち現在、象山地下壕（ぞうざんちかごう）が一般公開されている（詳細は後述）。

## 概要
太平洋戦争以前より、海岸から近く広い関東平野の端にある東京は、大日本帝国陸軍により防衛機能が弱いと考えられていた。そのため本土決戦を想定し、海岸から離れた場所への中枢機能移転計画を進めていた。1944年7月のサイパン陥落後、本土爆撃と本土決戦が現実の問題になった。同年同月東條内閣最後の閣議で、かねてから調査されていた長野松代への皇居、大本営、その他重要政府機関の移転のための施設工事が了承された。
初期の計画では、象山地下壕に政府機関、日本放送協会、中央電話局の施設を建設。皆神山地下壕に皇居、大本営の施設が予定されていた。しかし、皆神山の地盤は脆く、舞鶴山地下壕に皇居と大本営を移転する計画に変更される。舞鶴山にはコンクリート製の庁舎が外に造られた。また皆神山地下壕は備蓄庫とされた。3つの地下壕の長さは10kmにも及ぶ。
そのうち中心となる地下坑道は松代町の象山、舞鶴山、皆神山の3箇所が掘削された。象山地下壕には政府、日本放送協会、中央電話局の設置が予定され、舞鶴山（当時は狼烟山と呼ばれていた）地下壕付近の地上部には、天皇御座所、皇后御座所、宮内省（現宮内庁）として予定されていた建物が造られた。
戦争直後の新聞報道によれば、舞鶴山の建物は鉄筋コンクリート3棟からなり約600坪。廊下は地下壕へ連なっており、屋根は山に続き上空からは隠蔽された構造であった。建物は現在も残っており、限定ながらも一般公開されている（後述）。
関連施設は善光寺平一帯に造られたため、「一大遷都」計画であった。上高井郡須坂町（須坂市）鎌田山には送信施設、埴科郡清野村（現長野市）妻女山に受信施設、長野市茂菅の善光寺温泉および善白鉄道トンネルに皇族住居などが計画された。また長野市松岡にあった長野飛行場が陸軍により拡張工事が行われている。

## 経緯

### 松代大本営建設に至るまでの皇居の防空対策

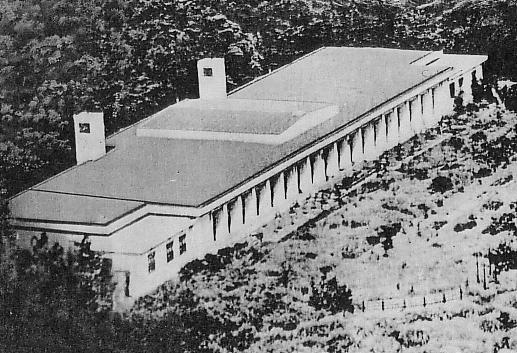
御文庫

皇居には1935年頃、鋼鉄扉の防空室（地下金庫）が作られた。だが、内部が狭く大型爆弾に耐えられないことから、宮内省工匠寮の設計で、吹上御所近くに新たに防空壕を作ることになった。のちに御文庫と命名される大本営防空壕が完成するまでの間、昭和天皇と香淳皇后は空襲警報発令のたびに宝剣神璽（三種の神器のうち剣と璽）とともに皇居第2期庁舎の防空室に避難していた。
さらに1941年4月12日、御文庫が極秘に着工され、1942年12月31日に完成した。施工を請負ったのは大林組で建築費は約200万円であった。建坪1,320m2。地上1階、地下1階・2階の3階建て。そこには天皇・皇后の寝室、居間、書斎、応接室、皇族御休息所、食堂、洗面所、侍従室、女官室、風呂、トイレなどがあった。このほか、映写ホール、ピアノ、ビリヤード台などもあった。屋根は1トン爆弾に耐えるよう、コンクリート1mの上に砂1m、さらにその上にコンクリート1mを重ねた計3mの厚さであった。天皇は午前中は表御座所（御政務室）、午後は御文庫で過ごすのが日課であった。
戦況が悪化したため、1945年6月頃にさらに頑丈な御文庫附属室庫が御文庫から90m離れた地下10mに陸軍工兵部によって建設された。広さ330m2、56m2の会議室2つと2つの控室、通信機械室があり、床は板張り、各室とも厚さ約1mの鉄筋コンクリートの壁で仕切られていた。50トン爆弾にも耐えるよう設計され御文庫とは地下道で結ばれていた。この地下壕はのちの終戦時の2度の御前会議の場所となった。

### 松代が選ばれた理由

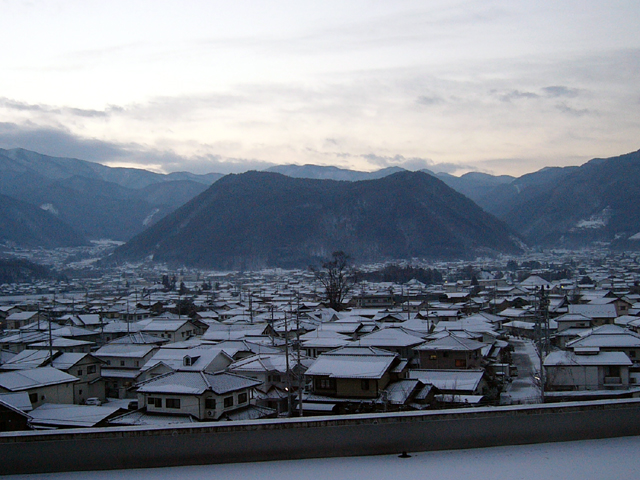
皆神山

大本営移動計画は後に終戦時の宮城事件に関わることになる陸軍省の井田正孝少佐が1944年1月に発案し、富永恭次次官に計画書を提出、大本営幹部会の承認を経た後、鉄道省の現地調査が行われ、全国に地下施設の構築計画案が決まり、大本営の建設場所に松代が選定された。計画案の選定理由は以下のとおりである。
1. 本州の陸地の最も幅の広いところにあり、近くに飛行場（長野飛行場）がある。
2. 固い岩盤で掘削に適し、10トン爆弾にも耐える。
3. 山に囲まれていて、地下工事をするのに十分な面積を持ち、広い平野がある。
4. 長野県は労働力が豊か。
5. 長野県の人は心が純朴で秘密が守られる。
6. 信州は神州に通じ、品格もある。
7. 松代に縁起の良い、松という文字が含まれていた。

この案では松代に大本営、東京府浅川に東部軍収容施設、愛知県小牧に中部軍収容施設、大阪府高槻に中部軍収容施設、福岡県山家に西部軍収容施設を建設するものであった。その後、この案は東條英機総理の日本政府全体の移動の意向により変更され、大規模化した。
「松代倉庫」工事として極秘に進められた工事であったものの、工事に従事した地元の日本人労働者の証言では、当時は、地元はもちろん、周辺地域の村では「大本営と天皇陛下が東京から移ってくる」と噂が広がっていった。噂になった原因は、大規模な工事であり、長野電鉄松代駅に列車で輸送されてくる、大量の物資が住民の目に留まったからだとされる。

### 別計画の存在の可能性
2023年5月、長野市松代町豊栄の侍従神社で1944年4月3日に西松組松代出張所の所長が神社に千円を奉納したことを示す史料が発見された。この史料は陸軍の正式決定前に松代大本営の建設工事を請け負った西松組に松代出張所が存在していたことを示す史料として注目されており、奉納額が大きいことなどから、大本営移転計画前に松代で別の大規模な工事の構想が存在した可能性が指摘されている。

## 建設

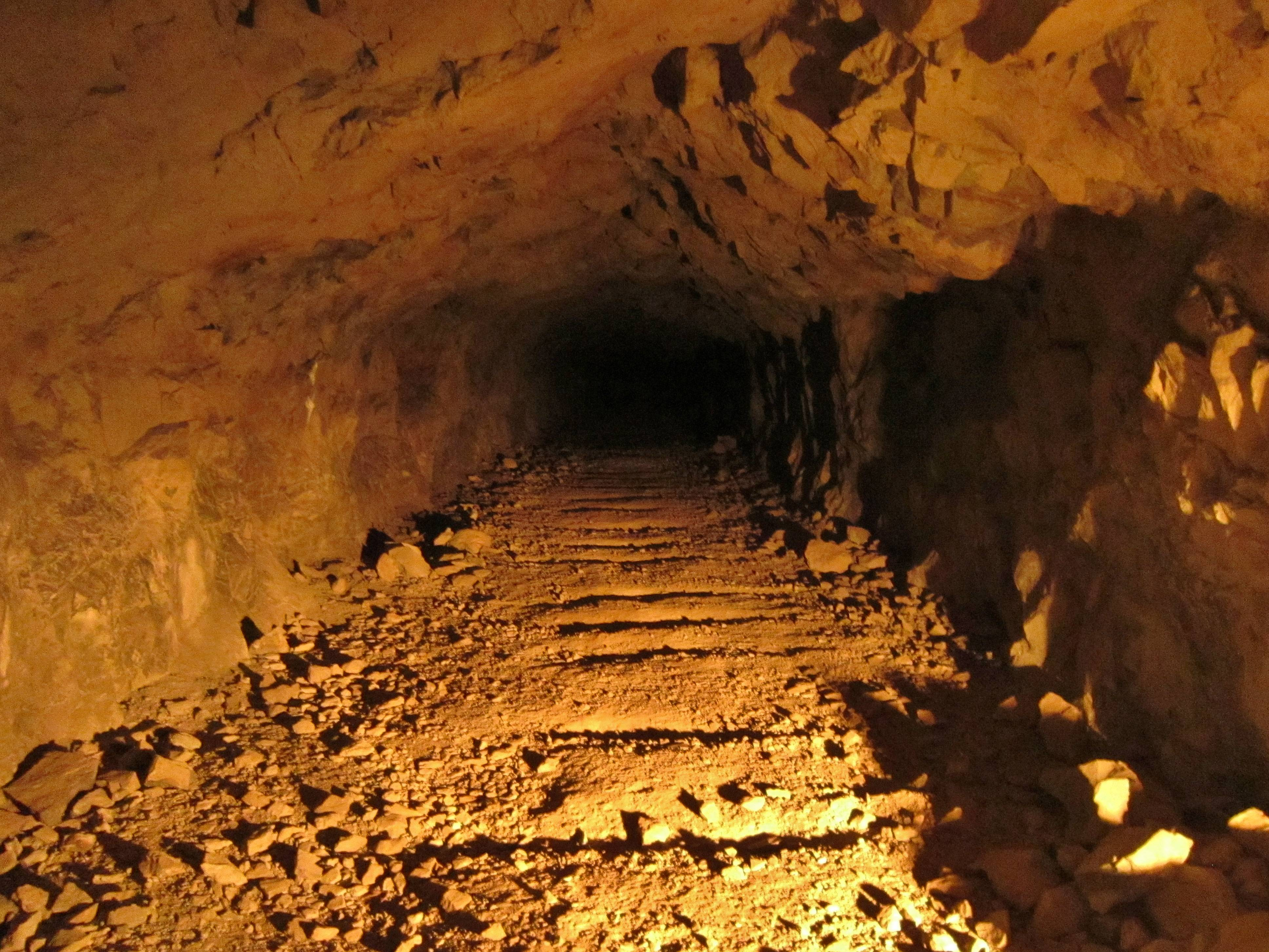
トロッコ枕木の跡

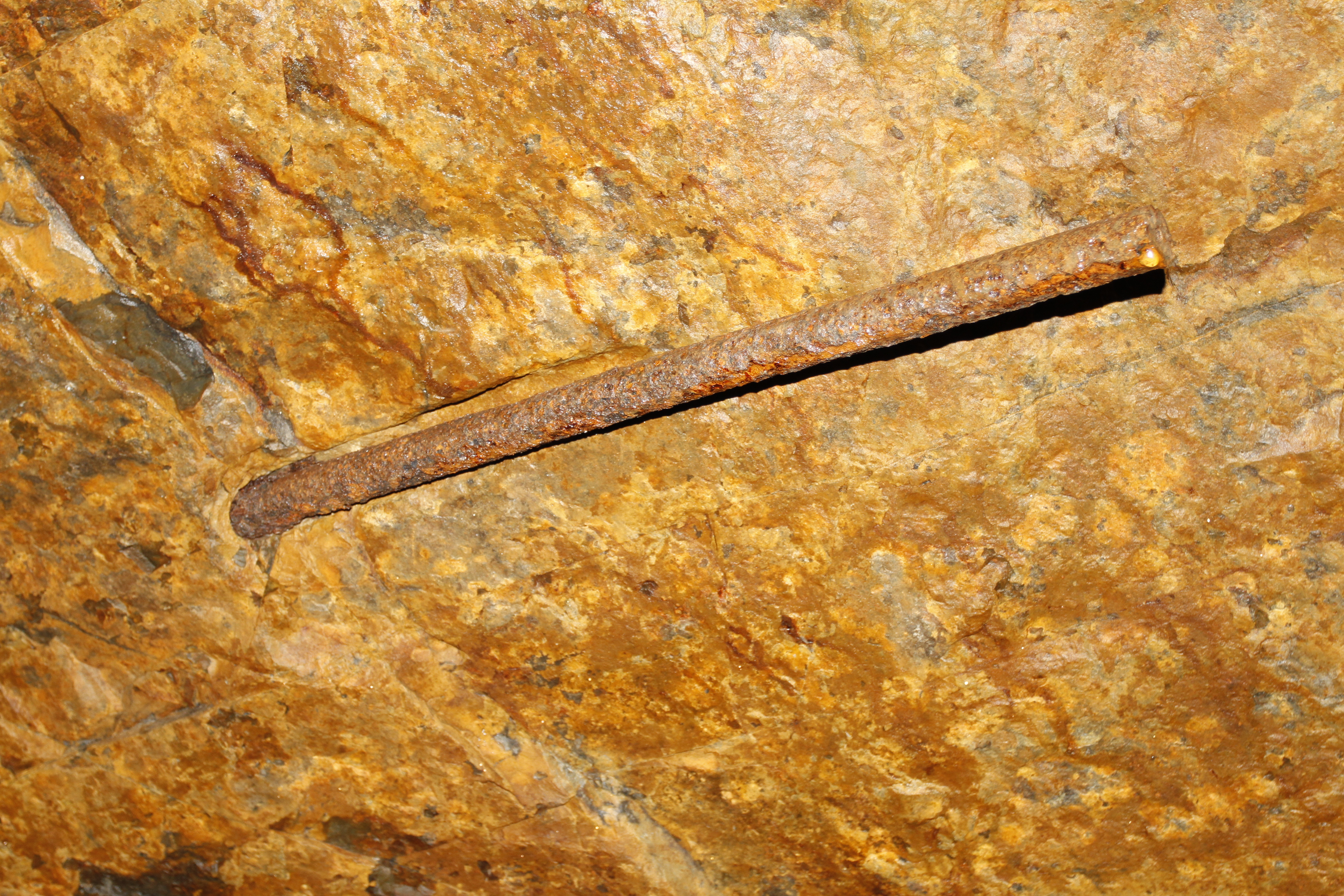
削岩機ドリル掘削跡

土地の買収は役場を通じて、日本軍が行った。当時は養蚕が重要産業であったので、桑畑は程度により買収金額が三段階に分かれていた。買い上げた土地のうち、戦後に不要になったものは買い上げ価格の半値程度で払い下げられた（疎開補償費を元住民が半額返金した）。
当該地区一帯500戸足らずのうち130戸が立ち退き対象となり、疎開は東部軍の指示により、1945年4月から行われた。田畑の耕作は許可されていたため、多くは付近の親戚や知人宅を頼った。大規模な移動が起こっていないように偽装するため、家、庭木、庭石などはそのまま、畳の持ち出しは3枚までに制限されていた。終戦後は漸次9月9日までに自宅に戻り、修理されていた家もあった。
1944年11月11日11時11分、象山にて最初の発破が行われ、工事が開始された。「11」が並ぶ時間が選ばれたのは、漢字の十一を縦書きにすると「士」に通じることが理由とされる。ダイナマイトで発破して、崩した石屑をトロッコなどを使った人海戦術で運び出すという方法で行われた。ダイナマイトの発破の後の危険な採掘には朝鮮人、日本人で沖縄の方、日本人の順番で当たらせたとの元現場監督の証言がある。

建設作業にあたっては、徴用された日本人労働者および日本国内および朝鮮半島から動員された朝鮮人労務者が中心となった。工事は西松組や鹿島組が請け負った。満州国からの第4639部隊や、賢所工事には鉄道省静岡隧道学校の若者も当たり、付近の住民は勤労奉仕隊としてズリなどの運搬に、また当時の旧制屋代中学、旧制松代商業らの生徒も陸軍工兵隊の指揮の下、運搬などに学徒動員され、国民学校初等科の生徒も運搬や山から採ってきた枝でズリを隠す作業等を行った。
勤労奉仕隊は報奨金、朝鮮人労務者は賃金をもらっていた。総計で朝鮮人約7,000人と日本人約3,000人が当初8時間三交代、のち12時間二交替で工事に当たった。最盛期の1945年4月頃は日本人・朝鮮人1万人が作業に従事した。延べ人数では西松組・鹿島組・県土木部・工事関係12万人、勤労奉仕隊7万9600人、西松組鹿島組関係15万7000人、朝鮮人労務者25万4000人、合計延べ61万0600人、総工費は6000万円。当時の金額で2億円の工事費が投入されたとも伝わっている。しかし、1945年8月15日のポツダム宣言受諾発表により、進捗度75%の段階で工事は中止された。
昭和天皇の「神器を奉じて帝都を動かず」との考えによって、内廷皇族では皇太子明仁親王（後の明仁上皇）、義宮（常陸宮）、皇女以外は東京都から疎開する気は無かったといわれる。しかし、6月中旬には宮内省の関係者（小倉庫次侍従、加藤進総務局長）が訪れ、内大臣の木戸幸一の日記（木戸日記）の1945年7月31日付けに、信州に行くことの具体化を相談している記述があり、終戦直前には移動を本気で考えていたと思われる。
松代大本営の保存をすすめる会（長野市）の大日向悦夫（現代史研究家）によれば、建設には多い日には1万人の労働者が強制動員され、工事は一日12時間の厳しい労働と粗食のため、栄養失調が多発した。また、坑道落盤の危険性の高い場所には、朝鮮人労働者を強制的にあてがった。工事のあった年は記録的な大雪で、粗末な飯場には雪が舞い込んだという証言もある。
朝鮮人労務者は体が丈夫なせいか、あまり風邪を引かず、規則正しく礼儀正しかったといわれる。
なお、松代大本営は大日本帝国陸軍において計画・推進されたものであるが、さらに戦局が悪化した終戦直前になって、連合軍が南九州に上陸するとの想定のもと、より作戦が取りやすいという理由などから、奈良県山辺郡（現在は天理市）柳本飛行場付近の一本松山に、大本営と御座所を移すという計画が大日本帝国海軍により立てられ、実際に工事が進められていた。

### 賢所の建設
皇居内の賢所に置かれていた三種の神器は、天皇の動座とともに松代に移される計画であった。当初、三種の神器を安置する場所は、舞鶴山地下壕の地下宮殿の奥に計画されていたが、「陛下に万が一のことがあっても、三種の神器は不可侵である。同じ場所には許されない。陛下の常の御座所と伊勢の皇太神宮を結ぶ線上に南面して造営し、しかもその掘削には純粋の日本人の手によること」と宮内省の強い指導があった。しかし工事を担当していた長野施設隊本部では、賢所の構造を知らなかったため、協議して東大工学部助教授であった関野克一等兵が担当することになった。本部では武藤清東京帝国大学教授、梅村魁東京帝国大学助教授を松代に招き意見を聞いた。
武藤教授の指示で、坑道を稲妻状に分岐させ、爆風を減殺することができる方法をとることにした。坑道が直線的な構造では坑道を長くしても爆風による被害を免れないと考えたからである。場所は舞鶴山の西、清水寺、西楽寺の真裏の弘法山の山腹に決まった。掘削要員は「純粋の日本人」ということで、静岡県熱海市の鉄道教習所の少年隊に決まった。7月初め現地で起工式が行われ、9月末に完成予定であったが、敗戦により中止となった。

## 動座用車両
天皇がもし松代へ動座（移動）する事態となったとき、鉄道では空襲等に対し危険であり、車では道路状態が悪い（当時は舗装道路が完備されていなかった）ため、安全性が高く機動力のある交通手段を考えねばならなかった。1944年の段階では天皇・皇后の動座のための装甲車が2台準備されていたが、居住性、走行性能共に高いものではなく、1945年には九四式軽装甲車の内装を特注品に変更した車両が新造されることになった。
新造された車両は天皇を守る近衛師団の騎兵連隊に送られ、赤芝師団長により「マルゴ車」と名付けられた。皇太后（貞明皇后）と日光の田母沢御用邸に疎開していた皇太子（上皇明仁）用も含めて4台、予備2台が制作された。
マルゴ車の他「特別運搬装甲車」とも呼ばれたこの車両は、従来の装甲車に比べ2まわりほど大きく、二重鋼板の装甲により小口径の速射砲弾程度なら跳ね返す強度を持ち、前輪はタイヤ、後輪は戦車と同じ無限軌道を持つ半装軌車構造であった。内部は前室に侍従武官の部屋、皇族の居室となる奥の部屋には天井にシャンデリア、床に絨毯、ソファやベッド用マットが置かれていた。固定武装は無いが、必要に応じて対空対地用の重機関銃が据え付けられるようになっており、スピードは時速40キロ程度、車体には黄色と緑の迷彩が施されていた。
1945年に入り東京への空襲が激しくなり、従来皇族の警護に当たっていた近衛師団騎兵連隊の軍馬を疎開させるようになったため、マルゴ車の護衛は戦車隊で行わなければならず、2両のマルゴ車の前後を13両の戦車で守り、本土決戦時には空から落下傘部隊に奇襲されて包囲されることを考え、攻撃を排して突破脱出する作戦も考えられていたという。移送訓練は連日秘密裏に行われ、機密を守るために主に夜間に行われていた。
マルゴ車は空襲から守るため保管場所を戸山ヶ原・世田谷区砧の地下壕・小石川区関口台町の横穴・芝の愛宕山トンネルと二転三転し、8月15日には近衛師団将校が宮内省前に並べたが、その後行方不明となった。

## 慰安所
壕周辺に慰安所は3か所あり4 - 5人の朝鮮人慰安婦がこれらの施設を回っていた。ただしこれは軍人用のものではなく、朝鮮人労務者用の中で監督する立場の上級幹部用のもので、日本人の出入りはほとんど無かった。ただし、トラックで来た兵隊や支那服のようなものを着た女性が町の方から大勢来たのを覗きに行って怒られた子供の逸話もある。
そのうちの一つは本六工社の女工のための娯楽室だったものが、1938年倒産後物置になり、1944年9月からは労務者宿舎建設工事の合宿所となっていた。その後、周辺婦女子とのトラブル防止目的の慰安所として貸し出されたもので、11月に朝鮮人一家5名と日本語の通じない接客婦3名（朝鮮の高官が朝鮮人労務者のために本国から連れてきたとされる）、雑役1名が岩手県釜石市より移住し慰安所、博打場として営業を開始した。売春行為が行われていたかははっきりしない。終戦後9月、一家と使用者は帰国し、その後の建物には先の朝鮮人一家の弟夫婦が半年ほど住み着き、博打場のように使われた。弟夫婦立ち退き後、建物は医院として貸し出され、閉院後は1991年に解体されるまで再び倉庫となっていた。

## 沖縄戦への影響
現代史研究家の大日向悦夫は「沖縄戦というのは勝ち負けの戦いではなく、松代大本営ができるのを待つための時間稼ぎの戦いだった」と述べている。沖縄戦は、1945年4月に米軍が本島に上陸、5月に首里城陥落。その段階で沖縄を防衛していた第32軍は大本営に降伏する旨の連絡をしたが、大本営は「さらに南に移動して戦いを継続せよ」と命令した。そのため第32軍は摩文仁の丘を目指して南に下り、一般住民もその後に従った。連合国の米軍は沖縄南部にかけてモップアップ作戦を展開し、地下壕の多くを破壊した。6月に入ってから、陸軍大臣をはじめ幹部や宮内庁職員が松代大本営の建設現場を視察。天皇の側近が「ほぼこれでいいだろう」と言って松代を後にするのが6月半ばで、その直ぐ後の6月21日に大本営は沖縄に「貴軍の忠誠により本土決戦の準備は完了した」と打電した。

## 跡地利用

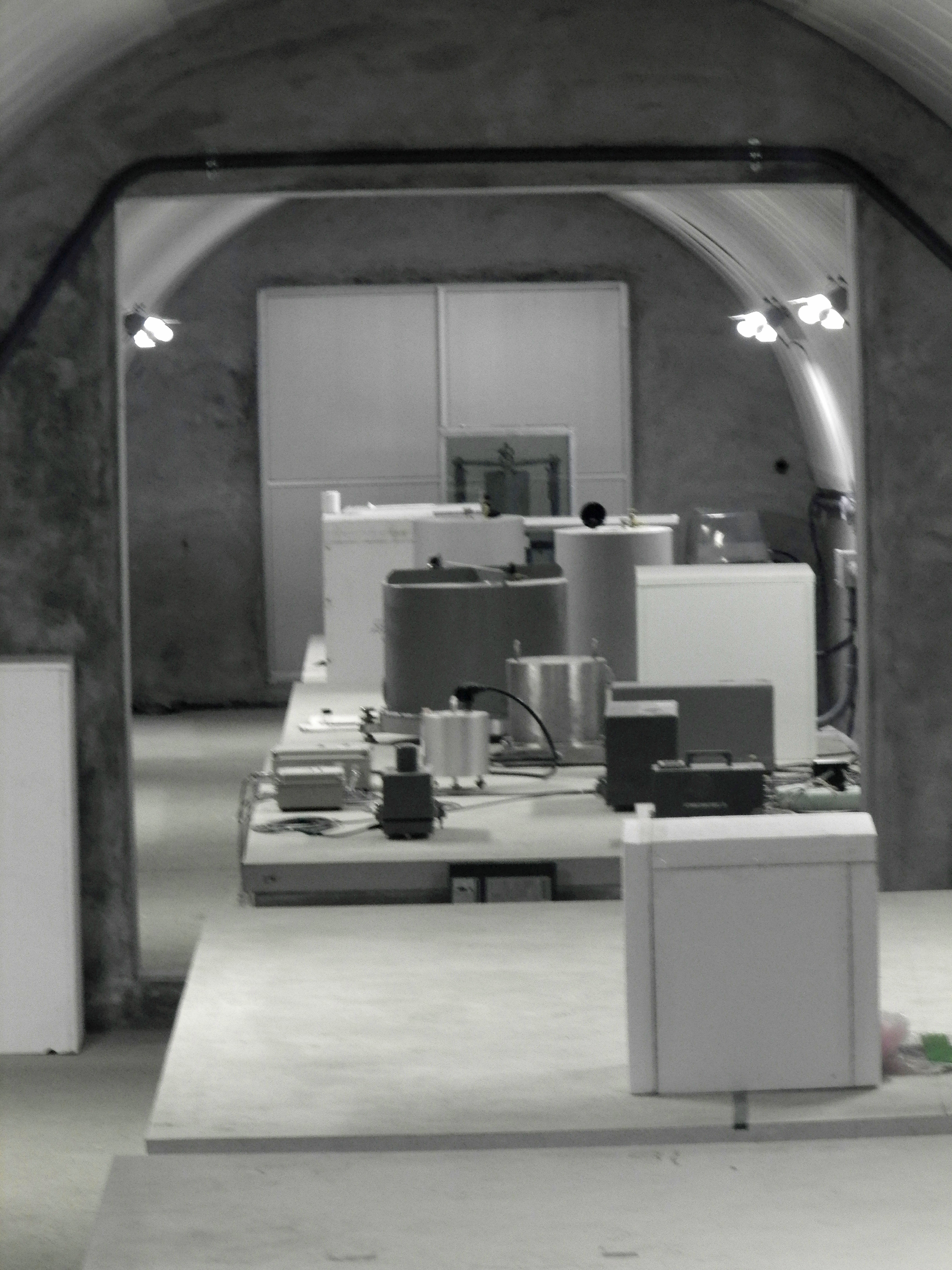
舞鶴山地下壕に設置された地震計

- 1946年 - 埴科郡仏教会が旧大蔵省より舞鶴山のIV号舎（仮御座所）の払い下げを受け、戦災孤児収容施設を創設。
- 1947年 - 上記施設が児童養護施設恵愛学園となる（初代園長は近隣の宗安寺 (千曲市)の住職であった山極麟成）。
- 1947年 - 舞鶴山のコンクリート庁舎に中央気象台の松代分室（現・気象庁松代地震観測所）が設けられ、舞鶴山地下壕には、各種地震計が設置された。現在では日本最大規模の地震観測所となっている。
- 1967年 - 松代群発地震発生で松代地震センターが設置される。設置の背景には、冷戦において北朝鮮のほかソ連、インドの地下核実験を探知し、核開発競争に日本としての役割を果たすこともあった[8]。冷戦後も、この施設は包括的核実験禁止条約における核探知の中心基地として機能している[8]。
- 1990年 - 長野市により、象山地下壕の一部（約500m）が一般に内部公開される。なお象山地下壕1番壕には、信州大学の宇宙線観測施設が設けられている。

### 一般公開
象山地下壕
放置されていた壕のひとつである象山地下壕は、地元の私立篠ノ井旭高校（現：長野俊英高校）の教師土屋光男の指導を受けた沖縄戦研究班（現：郷土研究班）の高校生が市によびかけ、1990年から長野市観光課が一部公開を始めた。

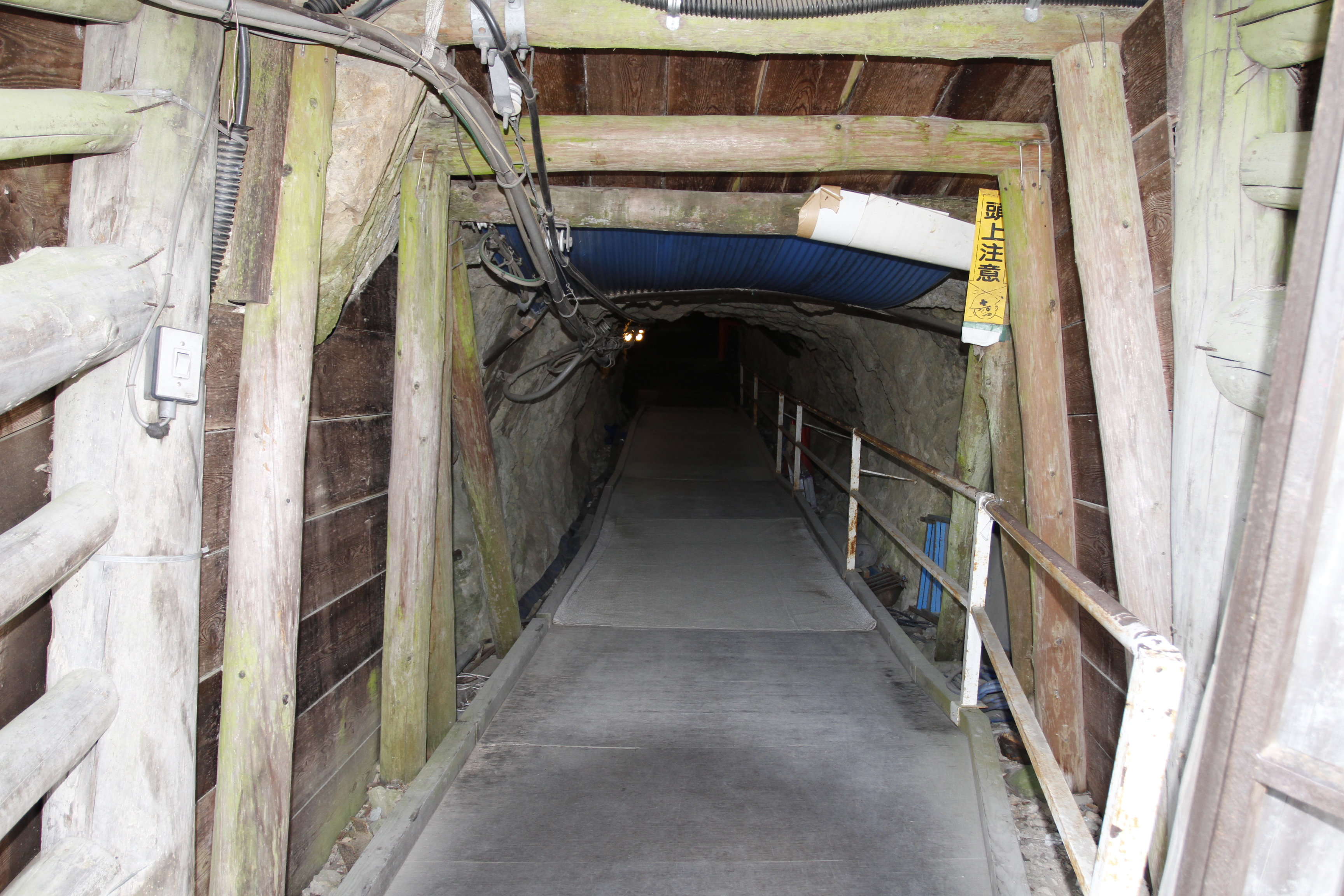
入口付近
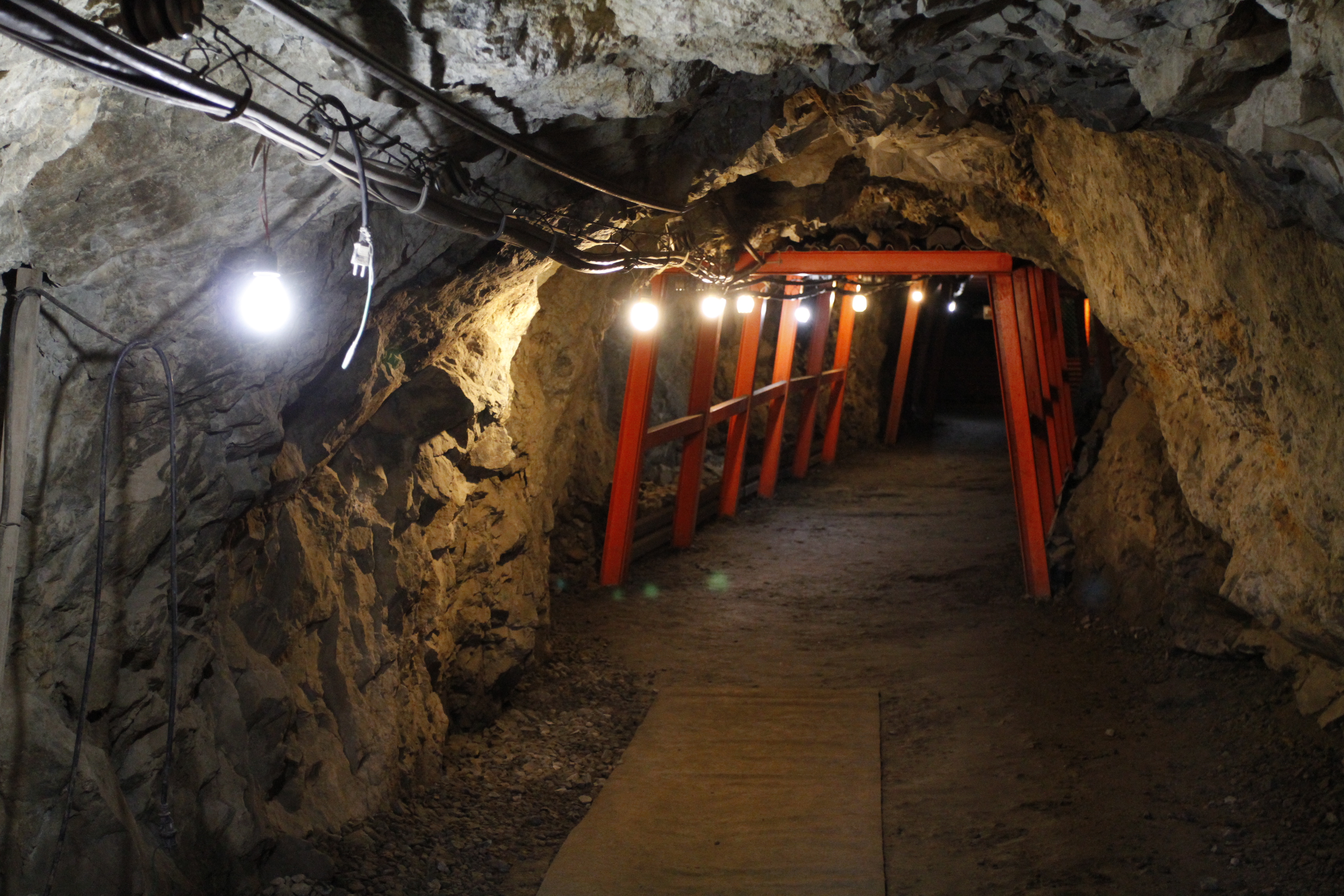
内部
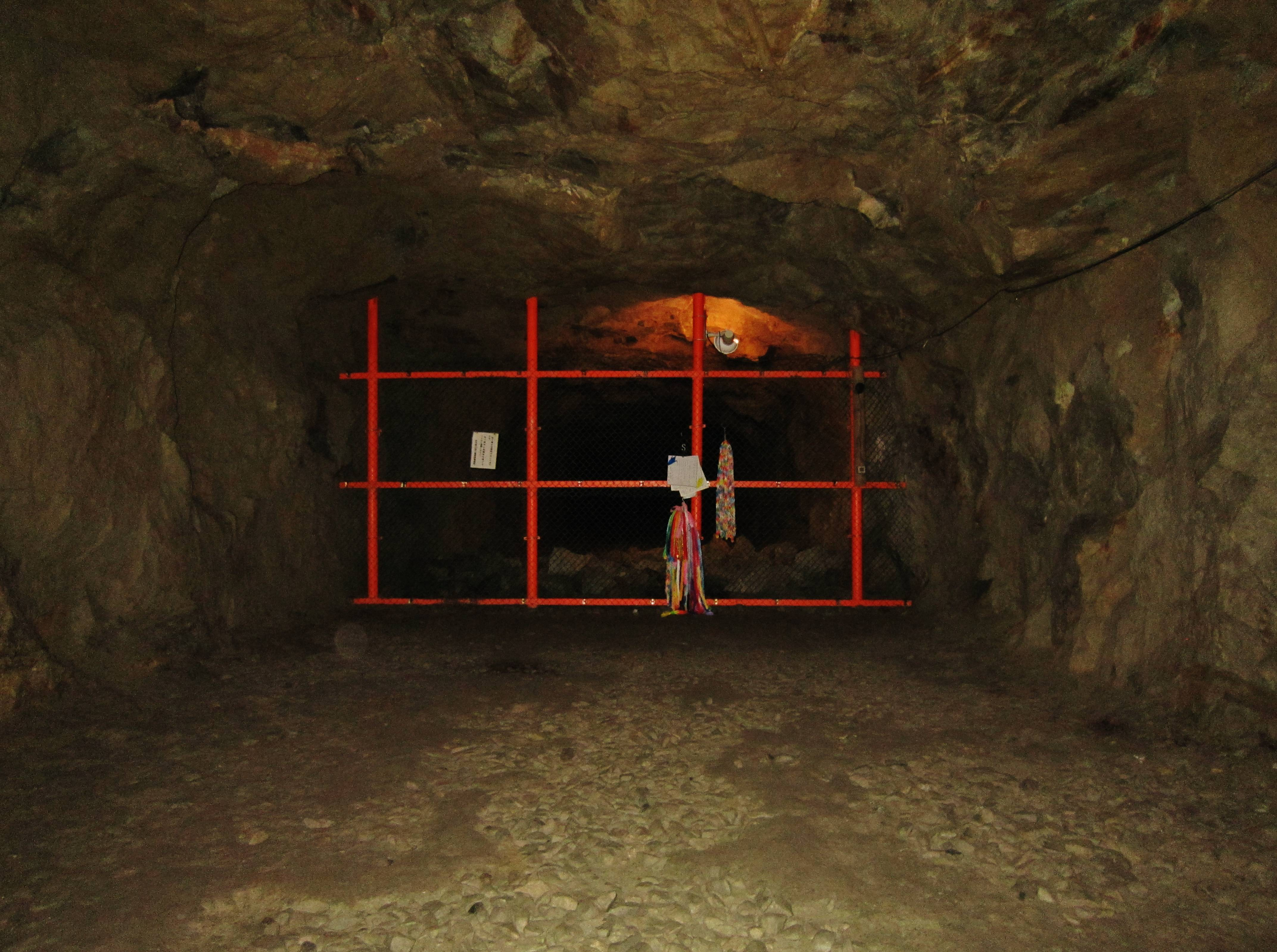
一般公開部分最奥
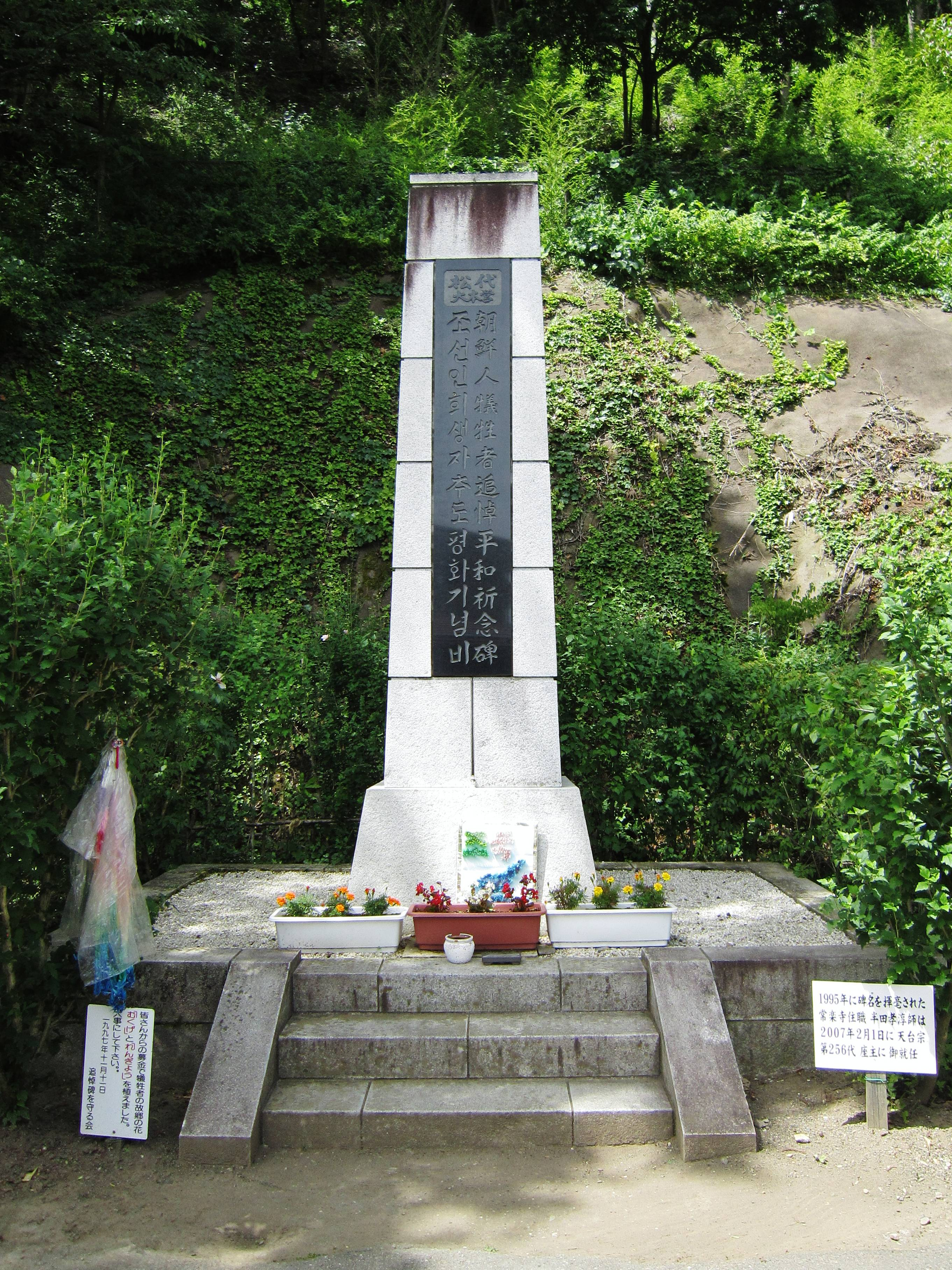
朝鮮人慰霊碑

舞鶴山地下壕およびコンクリート庁舎
舞鶴山地下壕には地震計が設置されており、基本的に見学はできないが、コンクリート庁舎内（地下宮殿の手前まで）が一部公開されている。I号舎（天皇御座所）の和室は外から見学できる。

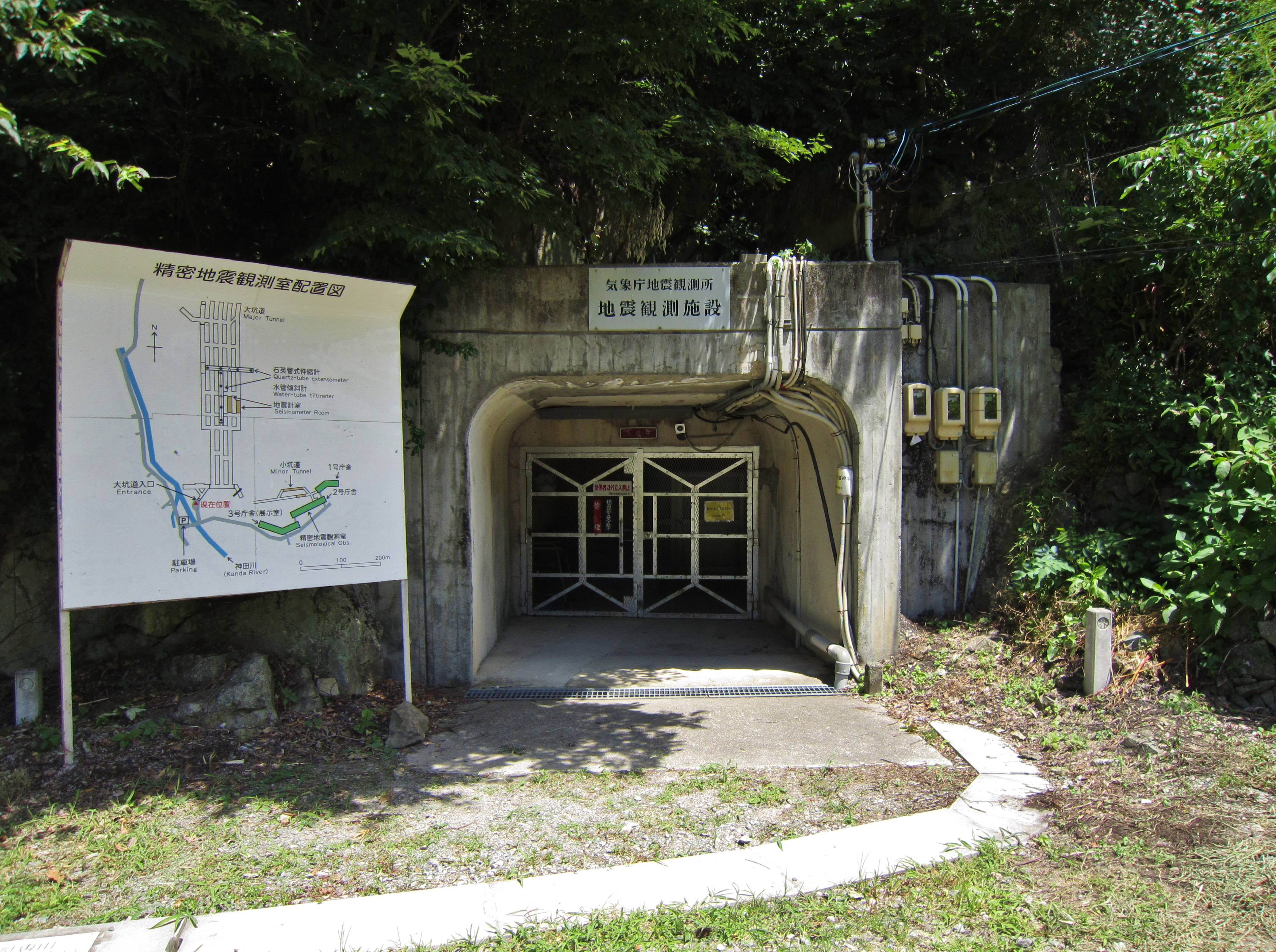
舞鶴山地下壕入口
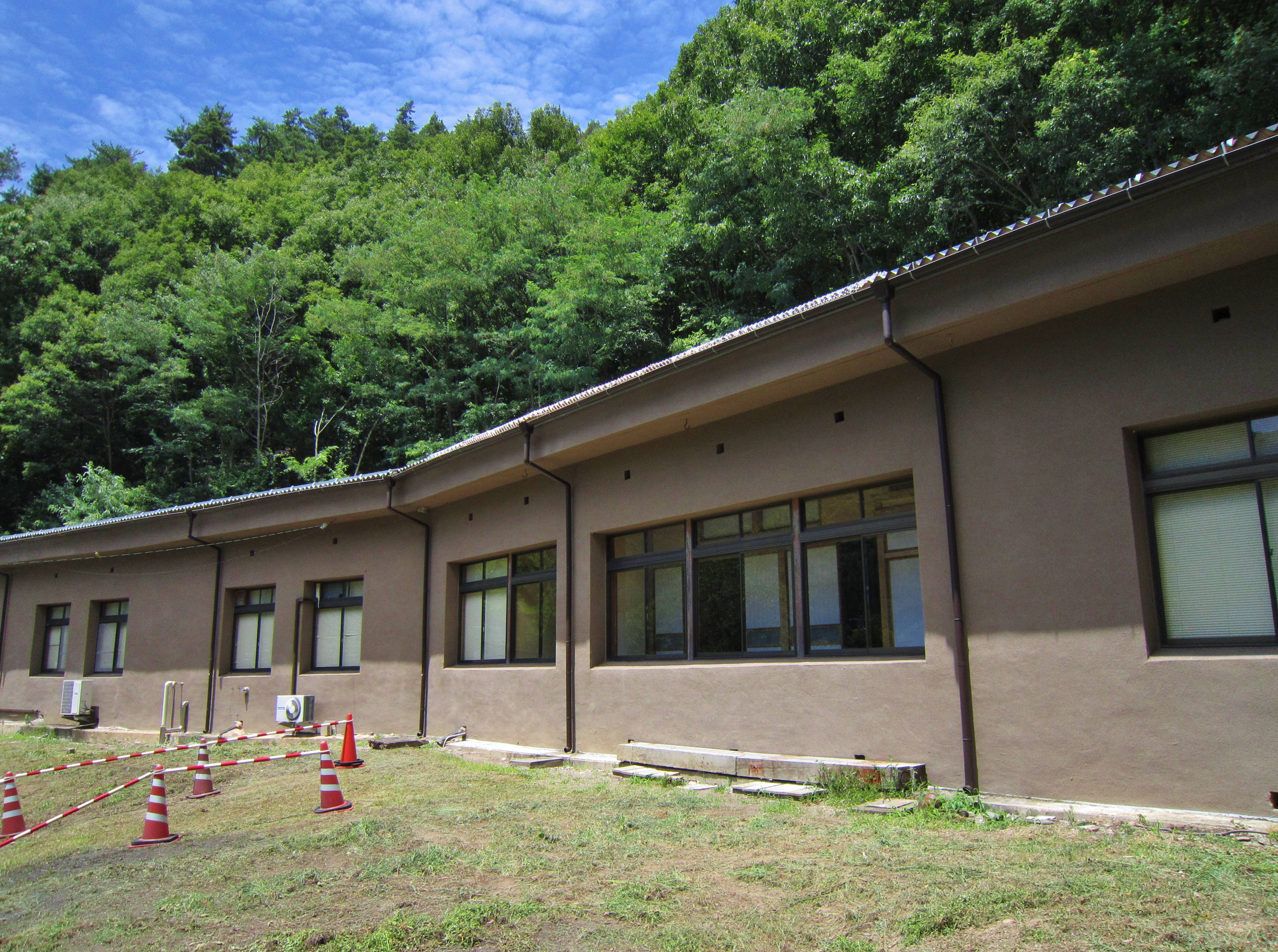
1号庁舎
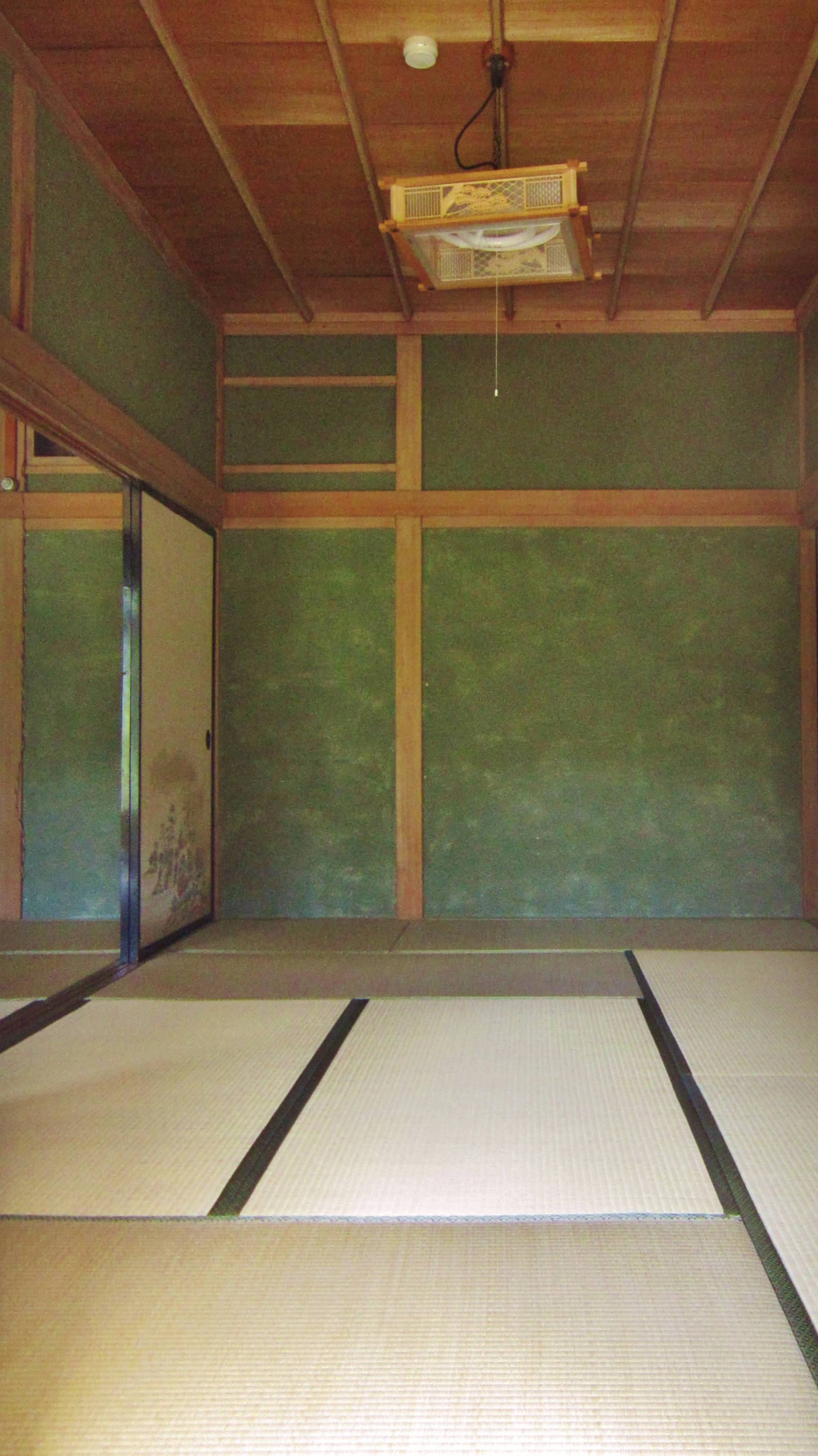
1号庁舎内部（天皇の間）
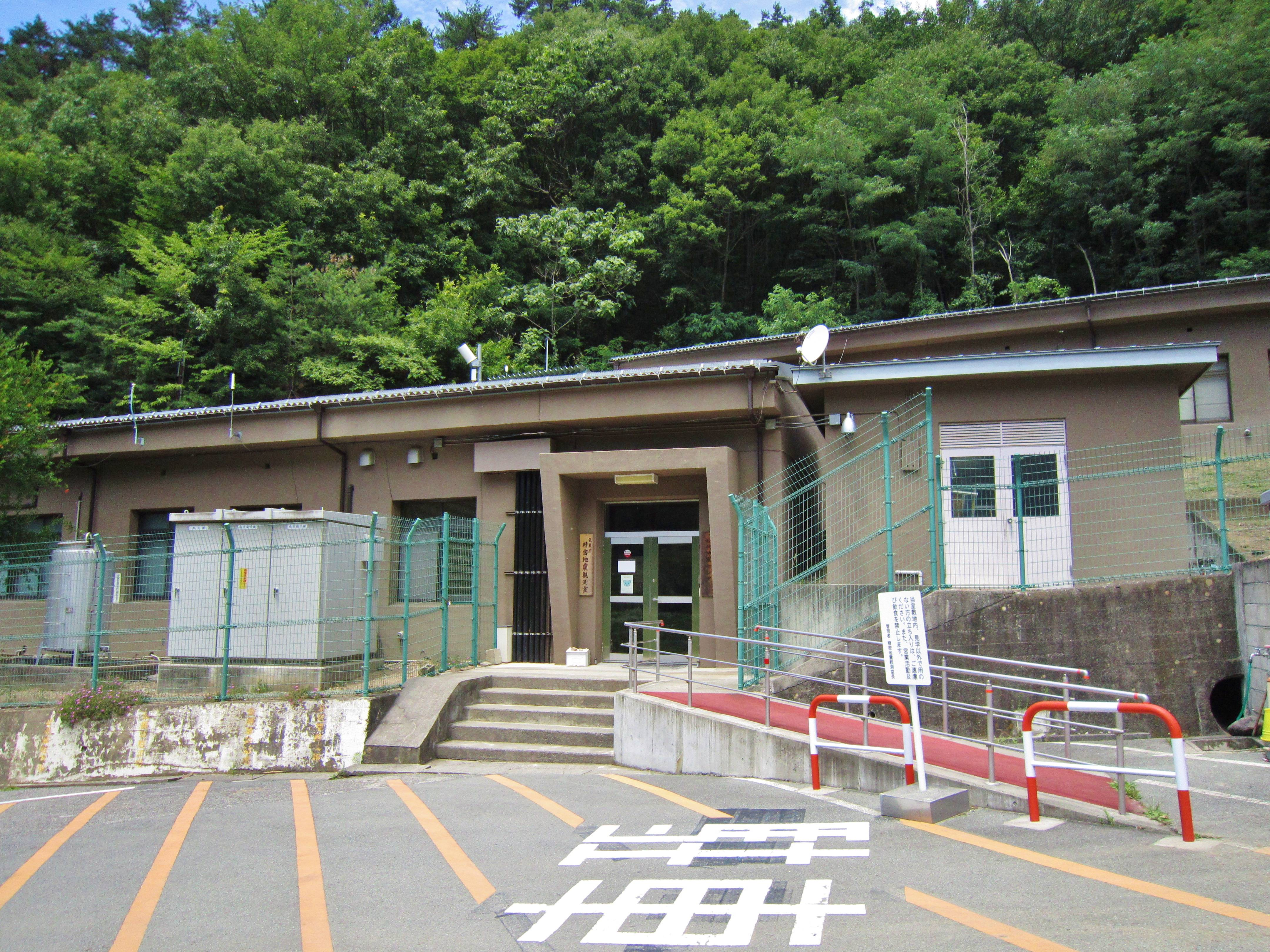
2号庁舎
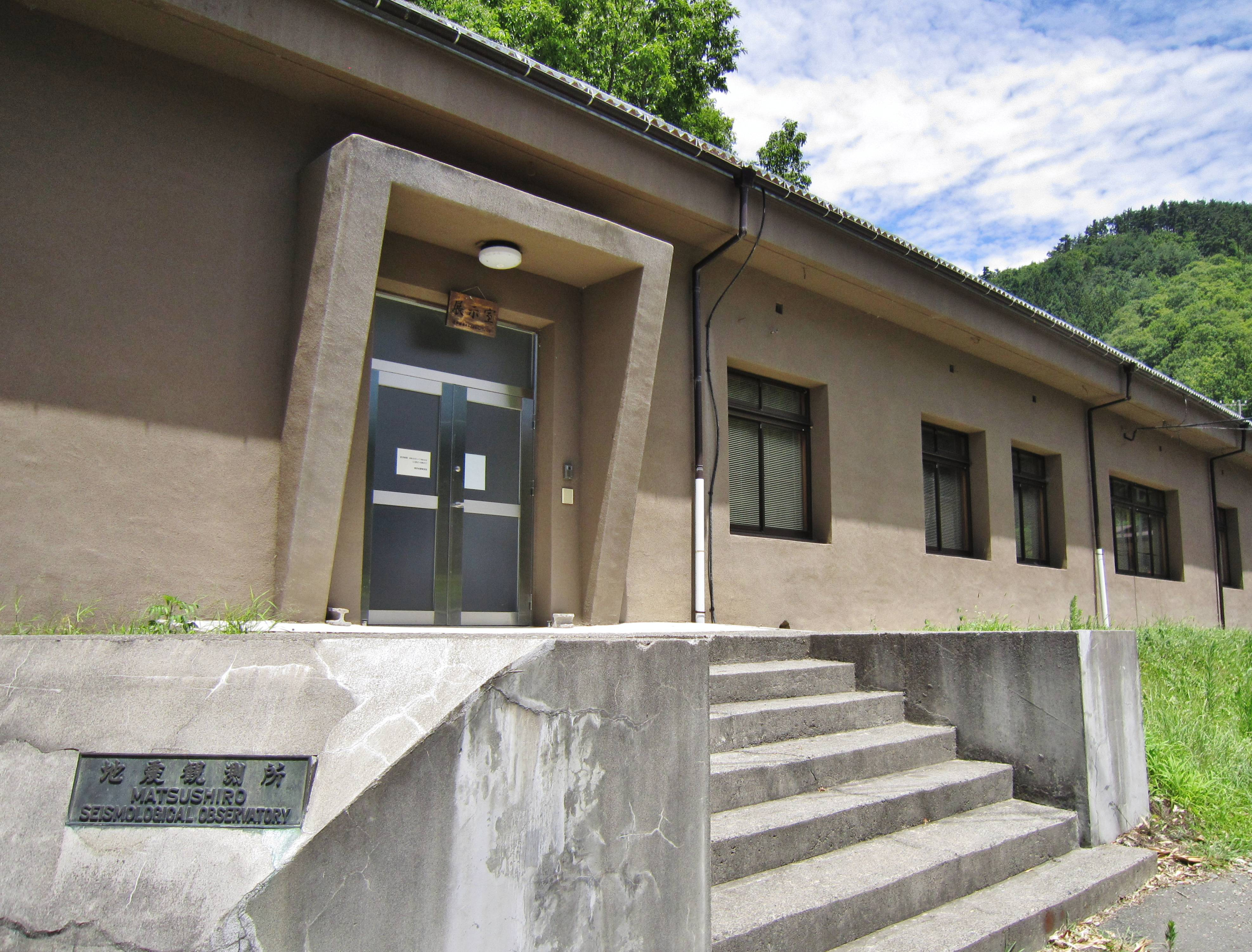
3号庁舎（展示室）

## 海軍壕
以上のように陸軍は松代地区に大本営を移すための壕を掘削する方針をとったが、海軍もこれに近い安茂里小市地区に中枢機能を移転する方針をとった。海軍の地下壕掘削の場所は、松代大本営から長野盆地を挟んで約10km離れた高台に位置する旭山の南麓。
海軍は本土決戦には反対であったが、1945年6月に大本営海軍部用の地下壕を建設することに決定した。当時、横須賀で飛行機の格納用の地下壕（掩体壕）を建設中だった第300設営隊は6月海軍施設本部の命令により、長野に大本営海軍部用の地下壕を建設するため、設営隊の半分の500人を派遣した。設営隊長は山本将雄技術大尉であった。
地下壕はおよそ1000人を収容できる規模のものが計画された。隊の将兵は近くの民家や寺院に寝泊まりして掘削に当たった。しかし、高さ2.5m、幅3m余り、長さ約100mほど掘削したところで終戦を迎えた。
長らく放置され、土砂が堆積して入口を隠した状態であったが、2020年より地元有志により周辺整備が行われ、2021年12月12日「大本営海軍部壕」と資料館をオープンした。
2022年、海軍第300設営隊長だった山本将雄が防衛研究所の研究員の質問に答えた書簡が発見された。